# Jože Valenčič
Jože Valenčič (* 26. Januar 1948 in Ljubljana) ist ein ehemaliger jugoslawischer Radrennfahrer sowie nationaler Meister im Radsport.

## Sportliche Laufbahn
Valenčič gewann 1969 die Jugoslawien-Rundfahrt und wurde Zweiter der nationalen Meisterschaft im Einzelzeitfahren. 
1971 siegte er bei den nationalen Meisterschaften im Einzelzeitfahren und wurde Dritter der Meisterschaft im Straßenrennen hinter dem Sieger Antun Remer. 1975 konnte er das Meisterschaftsrennen für sich entscheiden. Er startete in der Internationalen Friedensfahrt, die er auf dem 72. Rang beendete. Die Serbien-Rundfahrt konnte er 1974 vor für sich entscheiden.
Er war Teilnehmer der Olympischen Sommerspiele 1972 in München. Im olympischen Straßenrennen wurde beim Sieg von Hennie Kuiper als 51. klassiert. Im Mannschaftszeitfahren belegte er mit Cvitko Bilić, Radoš Čubrić und Janez Zakotnik den 21. Platz. 1971 und 1972 gewann er mit dem jugoslawischen Vierer das Mannschaftszeitfahren bei den Balkan-Meisterschaften. 1967 und 1972 gewann er das Straßenrennen in Kranj, das später als Grand Prix Kranj im Rennkalender der Union Cycliste International (UCI) geführt wurde.

## Familiäres
Er ist der Bruder von Rudi Valenčič, der 1968 Teilnehmer der Olympischen Sommerspiele im Straßenrennen war.